# Большая поганка
Больша́я пога́нка, или чо́мга (лат. Podiceps cristatus) — вид водных птиц из семейства поганковых, немного меньше кряквы.

## Описание
Размером чомга немного меньше утки. Длина тела 46—51 см. Это птица с тонкой шеей и удлинённым прямым клювом. Спина буровато-рыжая, живот, шея и голова белые. В весеннем оперении на голове у чомги вырастают два тёмных пучка перьев, похожих на «ушки», и рыжий «воротничок» вокруг шеи. Зимой этих украшений у птиц нет.

## Распространение
Обитает в прудах и озёрах Евразии, Африке (южнее Сахары), Австралии, Тасмании и Новой Зеландии. В России встречается от западных границ к востоку до Красноярска, а также в Приморье. Распространена в тихих водоёмах в лесной, степной и пустынной зонах.

## Биология
Большую часть времени птицы держатся на воде; летают не очень охотно, зато как бакланы прекрасно ныряют в поисках рыбы.
В рацион чомг входят рыба, земноводные, моллюски и насекомые.

## Размножение

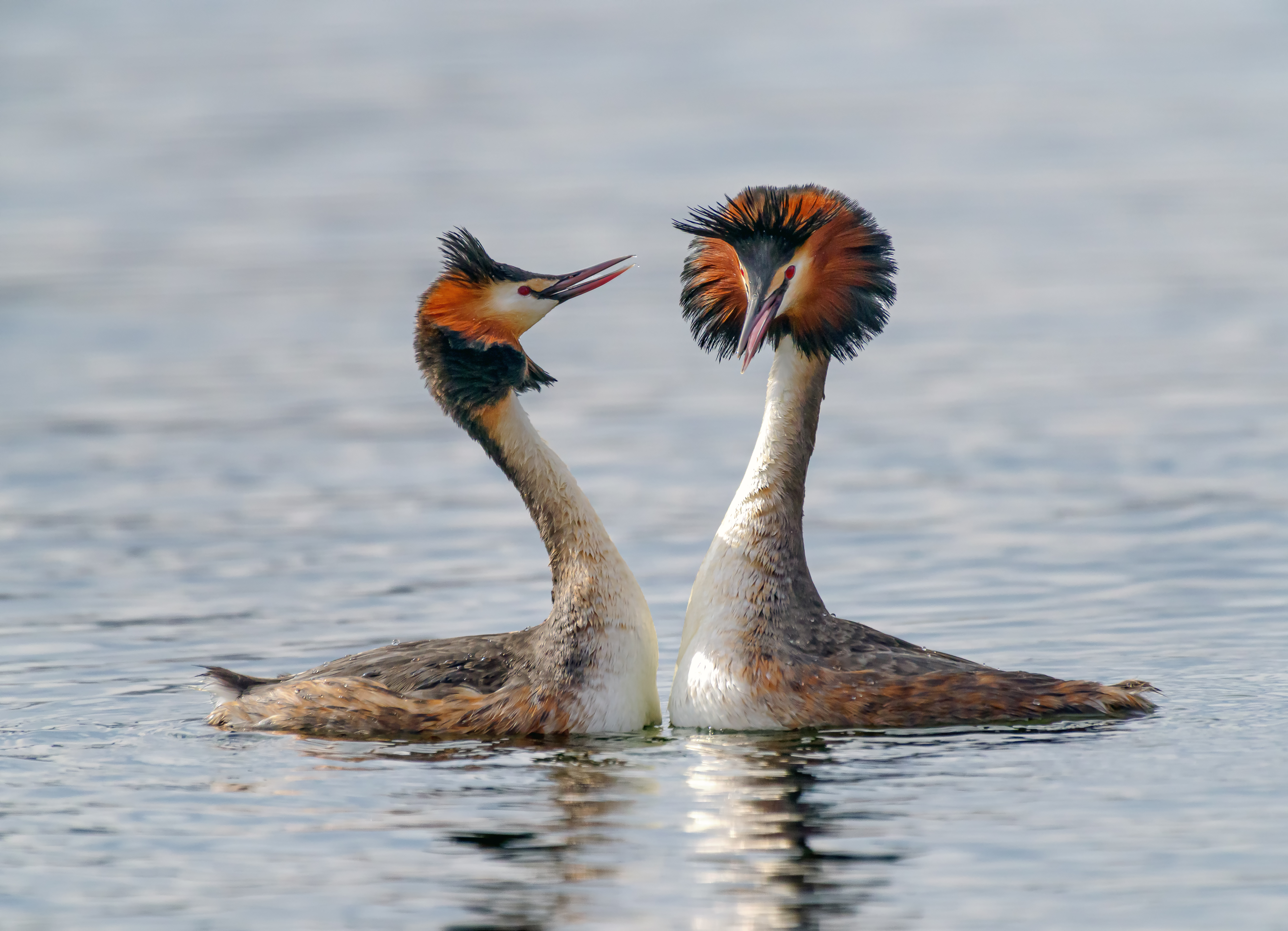
Пара чомг в брачном оперении

В Европе на свои места гнездований птицы прилетают в середине марта-апреля. Брачные игры больших поганок проходят в воде, они очень необычны и имеют свой строгий ритуал. Чомги плывут друг к другу, перья воротника распущены, птицы трясут головами и сближаются вплотную. Затем встают в воде вертикально, в «позу пингвина», держа в клюве пучки водорослей и предлагают друг другу в качестве подарка. В брачный период чомги издают далеко слышные крики «куа», «круа», «корр».
Чомги строят плавучее гнездо до 60 см в диаметре и до 80 см в высоту, куда самка откладывает 3—4 чисто белых яйца. Строительный материал гнезда представляет собой кучу отмершей растительности, главным образом камыша и тростника. От близости гниющих растений яйца вскоре приобретают бурый цвет. Птенцы вылупляются через 24 дня, они уже опушены и могут плавать. Птенцы прячутся в перьях на спине матери.

## Галерея

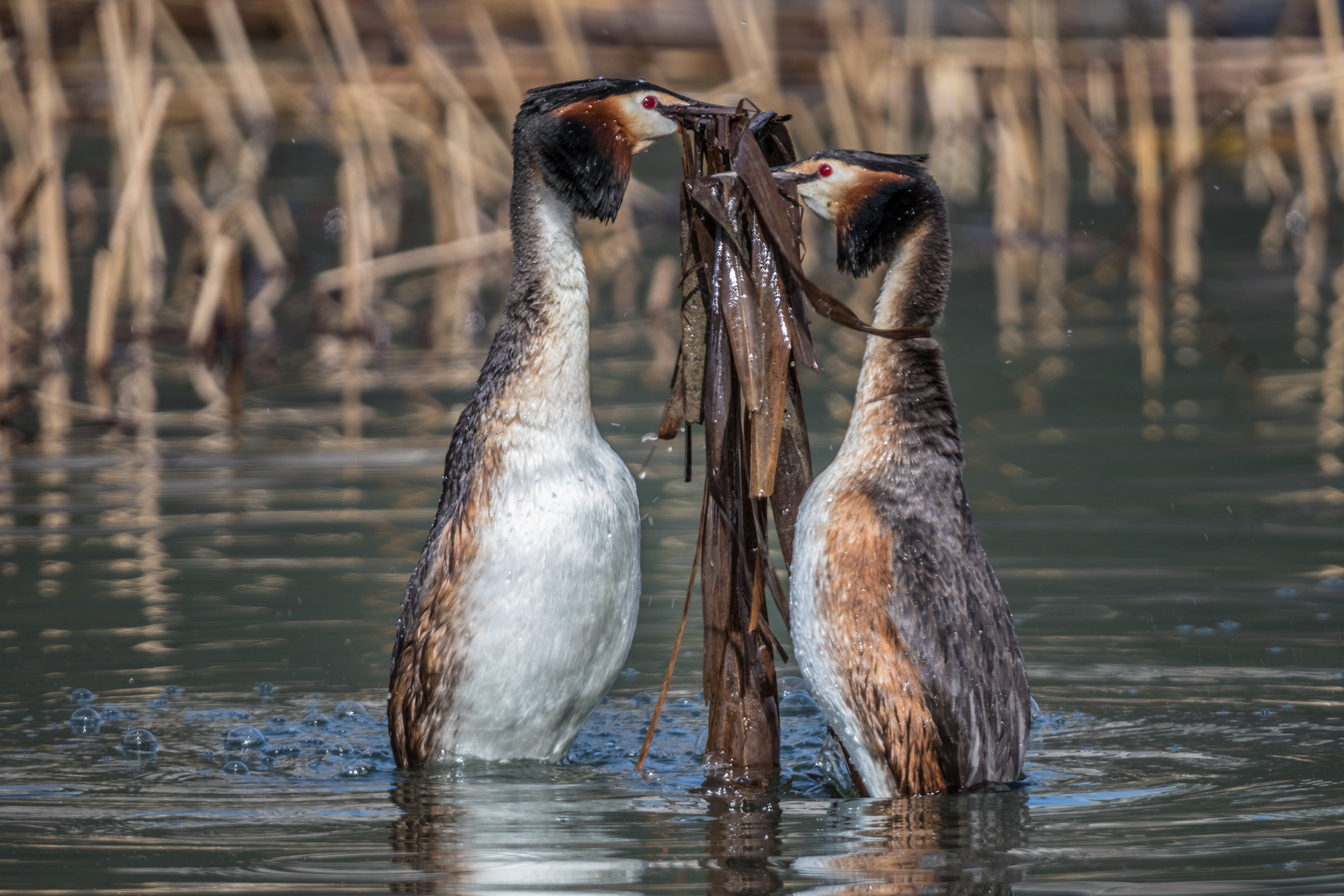
Брачные игры чомг
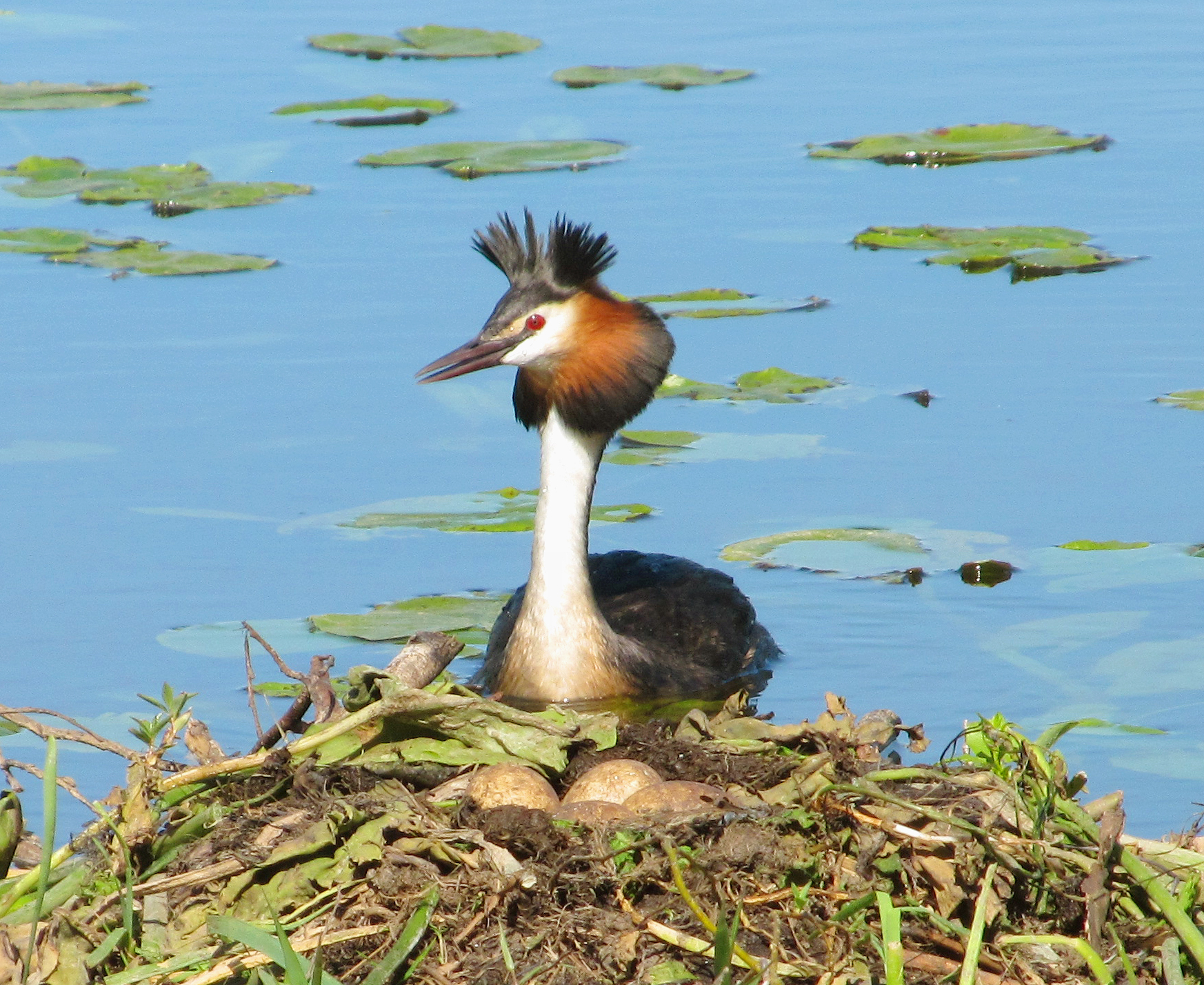
Чомга на гнезде
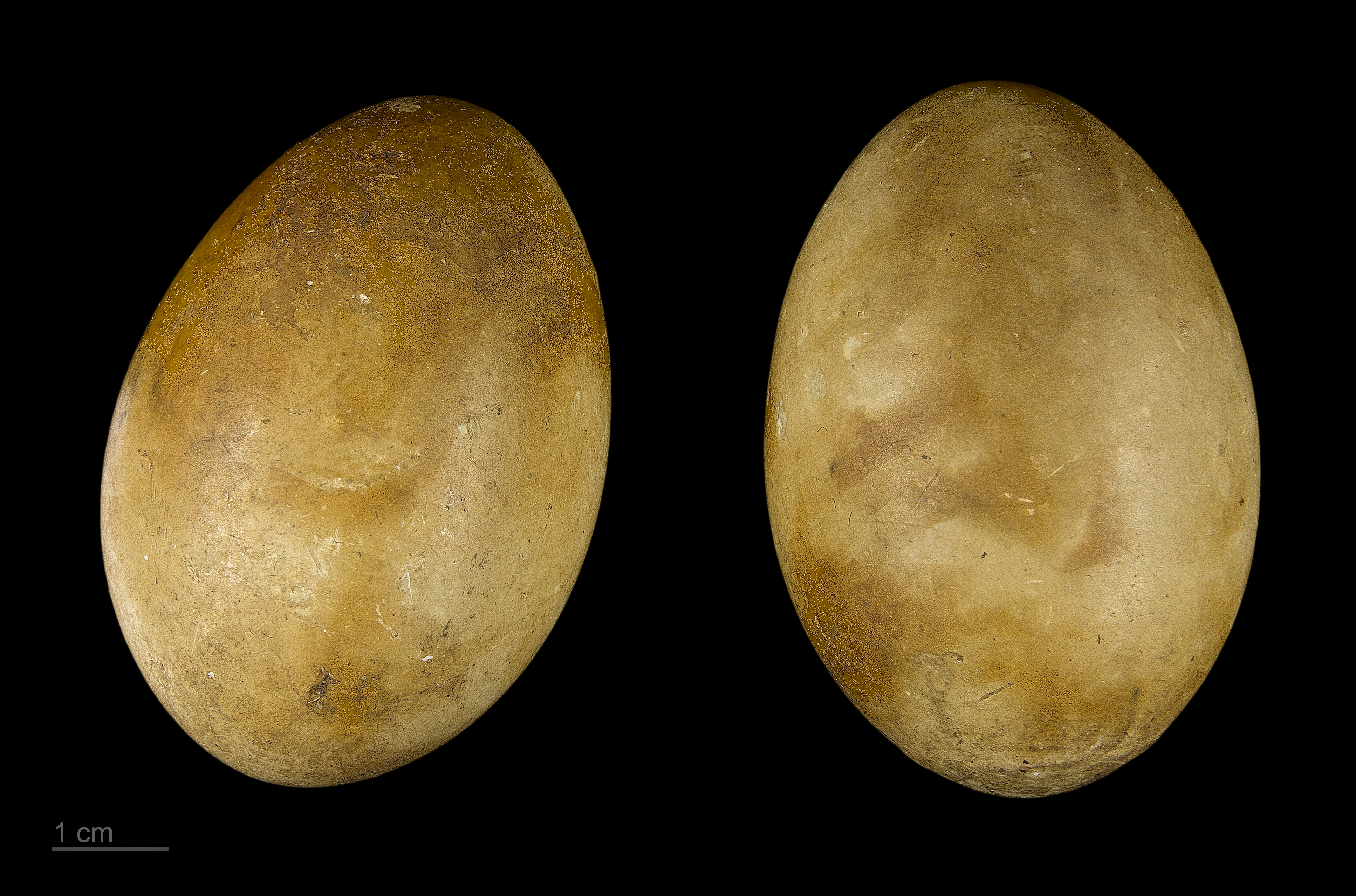
Яйца Podiceps cristatus (Тулузский музей)
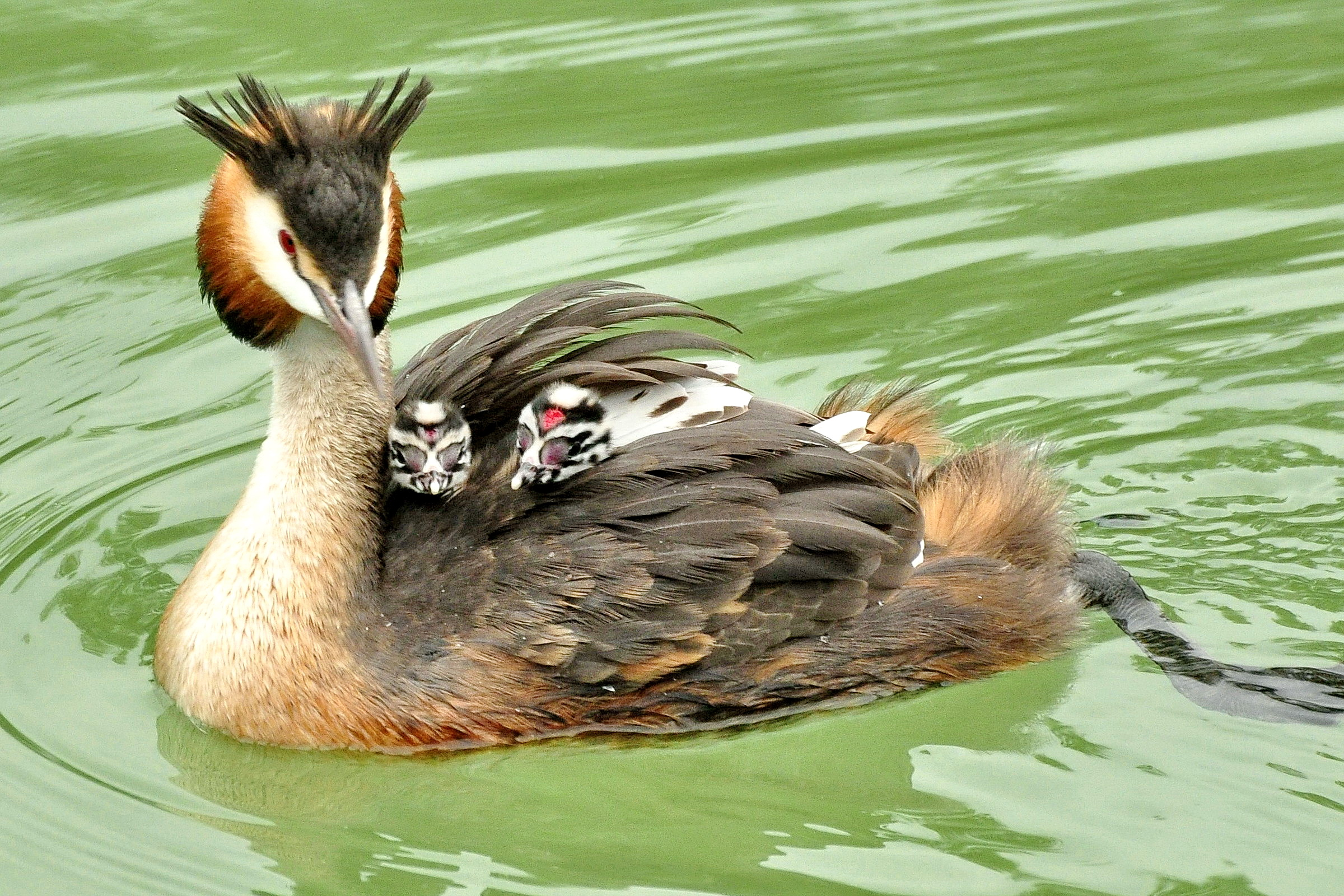
Чомга с птенцами на спине
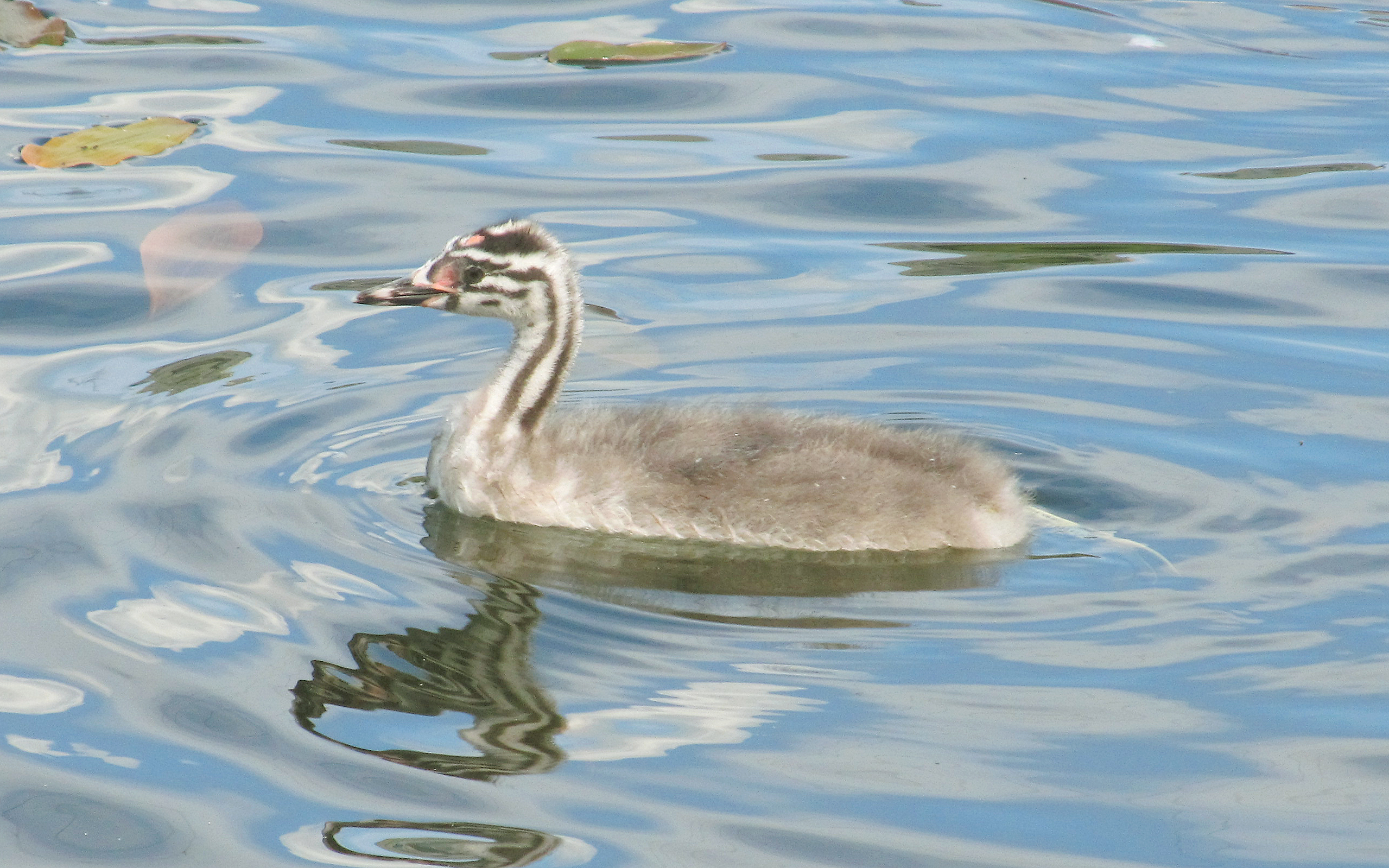
Трёхнедельный птенец
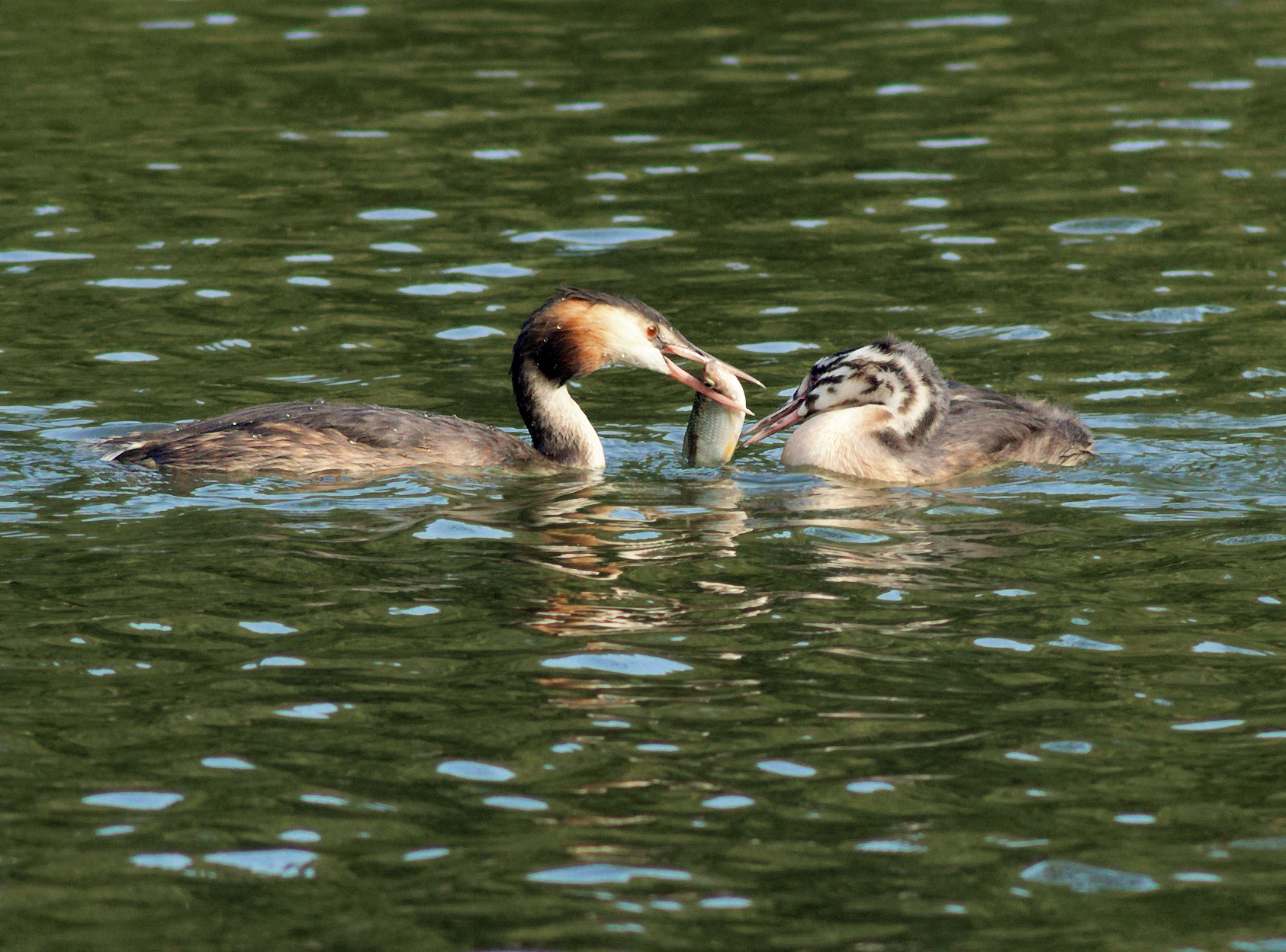
Чомга кормит птенца рыбой
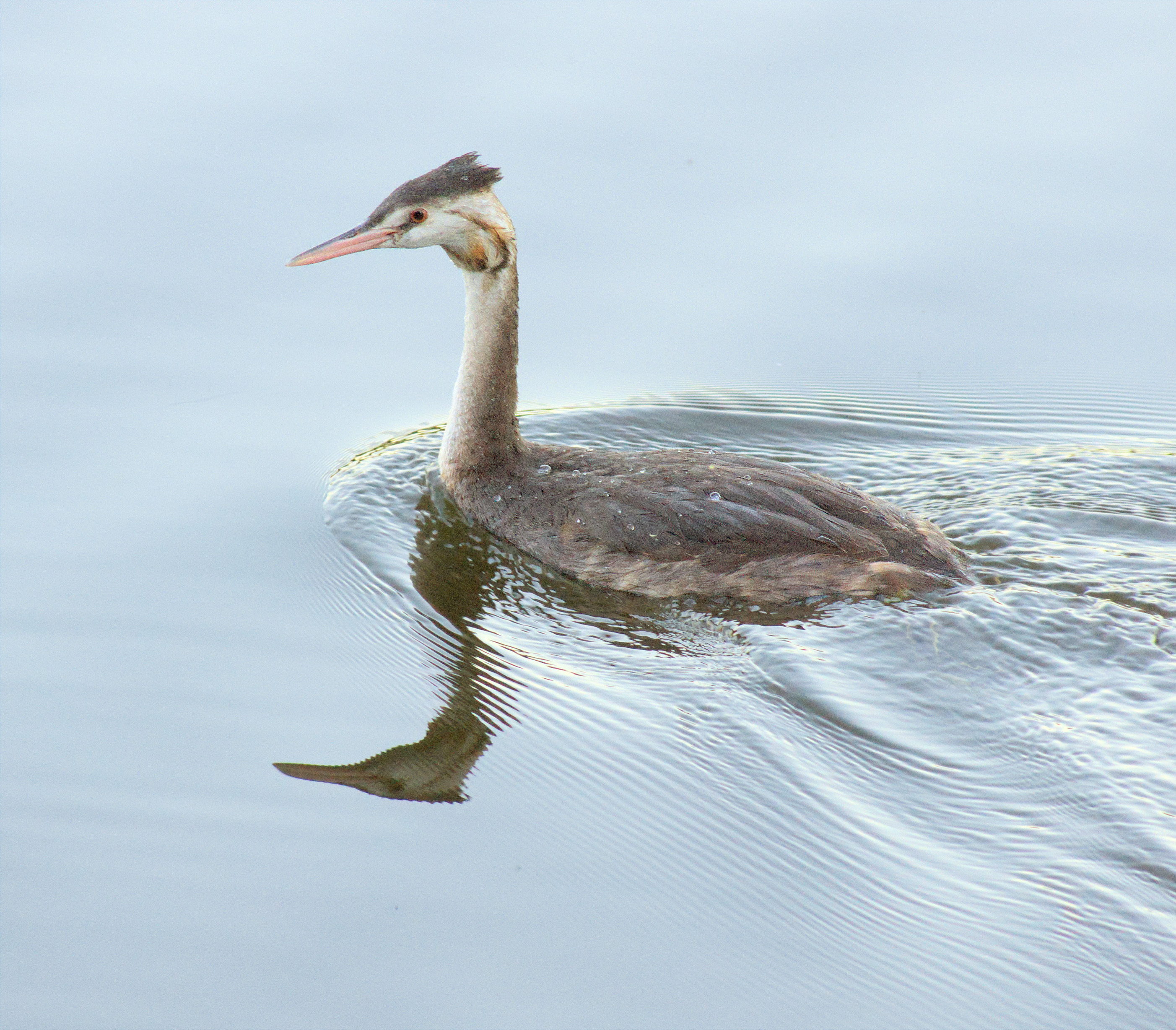
Молодая чомга